# Castell de Conques
El Castell de Conques és un castell de l'antic terme de Conques, actualment dins del d'Isona i Conca Dellà. És al costat nord-oest de la vila de Figuerola d'Orcau, a ran seu i una mica enlairat. És perfectament visible des de tot arreu dels voltants. És un edifici declarat bé cultural d'interès nacional.

## Descripció
El castell de Conques està situat al damunt d'un turó que domina el nucli de Conques. Del castell només s'han conservat tres parets que conformen l'angle nord-est d'un edifici, amb paraments construïts amb carreus ben tallats lligats amb morter de calç. Probablement aquestes restes corresponen a l'església del castell, amb advocació a Sant Sadurní. Per tot el turó s'ha aprecia un nivell d'enderroc considerable.

## Història
Castell termenat. Documentat el 1055. Limitava amb el terme del castell de Biscarri. Altres fonts indiquen que fou documentat des del 1007, en el testament del comte Ermengol d'Urgell, en què cedeix el castrum Chonchas a Santa Maria de la Seu d'Urgell, la catedral del bisbat. El 1067 estava en mans del comte de Barcelona, Ramon Berenguer I, i la seva muller Almodis, que reberen el vassallatge pel castell de Conques de la comtessa Sança d'Urgell i dels castlans de Conques, Bernat Guillem, Ademar i Borrell, fills d'Estefania, els quals consten com a castlans entre 1055 i 1071.
Després de passar per mans de diversos castlans, com Ferrer de Toralla el 1266, el 1277 fou venut per 5.000 sous, i el 1281 l'adquiria Ramon d'Orcau, baró d'Orcau. A partir d'aquell moment queda del tot annexionat a la baronia d'Orcau, possiblement amb algunes llacunes temporals, com veurem tot seguit. Aviat esdevingué el lloc més poblat de la baronia. El 1309 consta com a senyor de Conques Guillem de Montferrer, qui, poc després, bescanviava Conques per la Pobla de Segur amb el seu germà Ramon. El 1337 en torna a ser senyor un d'Orcau: Arnau, però poc després els drets d'Arnau d'Orcau i la seva muller són donats a Arnau-Guillem de Bellera pel rei Joan II. Tanmateix, entre 1365 i 1370 torna a constar Arnau d'Orcau com a senyor de Conques. Fou a partir d'aquest moment que ja no se separaria més de la baronia d'Orcau, fins a l'extinció d'aquests drets senyorials, al segle xix.
Abandonat des de principis de l'edat moderna, el castell de Conques s'anà enrunant progressivament, fins a arribar al munt d'enderrocs que és actualment. A començaments del segle XX encara es conservava una torre de planta rectangular sencera, i uns quants murs bastant sencers. El castell de Conques, però, fou afectat de ple pel front de guerra establert el 1938 en aquesta banda del Pallars Jussà, i la destrucció, de la vila de Conques (Conca Dellà) i del que quedava del castell, fou notable.